# Veľké Ludince
Veľké Ludince (ungarisch Nagyölved) ist eine Gemeinde im Süden der Slowakei mit 1458 Einwohnern (Stand 31. Dezember 2024), die zum Okres Levice, einem Teil des Nitriansky kraj gehört.

## Geographie
Die Gemeinde befindet sich am Ostrand des Hügellandes Pohronská pahorkatina (Teil des slowakischen Donautieflands) und gehört zum weiteren Tal am Unterlauf des Hron. Das Gemeindegebiet ist 31,8 km² groß, ist größtenteils von fruchtbaren Braun- und Schwarzböden bedeckt und liegt im wärmsten Gebiet der Slowakei. Der höchste Punkt des Gemeindegebiets liegt auf etwa 272 m n.m. Das Ortszentrum liegt auf einer Höhe von 182 m n.m. und ist 18 Kilometer von Želiezovce sowie jeweils 37 Kilometer von Nové Zámky und Levice entfernt.
Nachbargemeinden sind Farná im Norden, Kuraľany im Nordosten, Keť im Osten, Bruty im Südosten, Svodín im Süden, Dubník im Westen und Jasová im Nordwesten.

## Geschichte

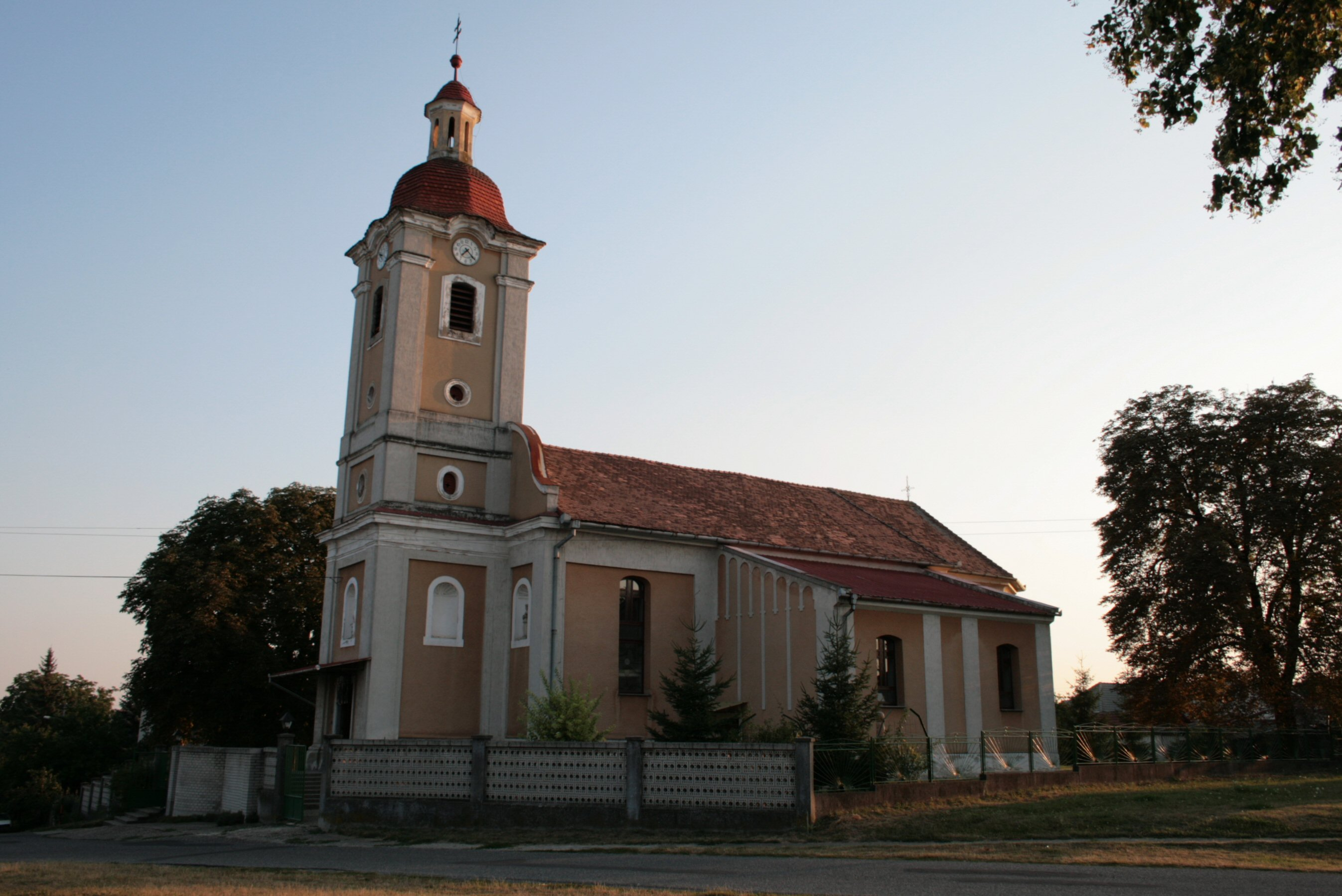
Kirche in Veľké Ludince

Der Ort wurde zum ersten Mal 1282 als Vluend schriftlich erwähnt, als er zu einem gewissen Magister Oliver gehörte. Ende des 13. Jahrhunderts kam die Ortschaft zum Erzbistum Gran, das sie seit dem 16. Jahrhundert an niederen Adel vermietete, wie der Familie Bokor im 17. oder Fabinyi und Koller im 19. Jahrhundert. 1828 zählte man 240 Häuser und 1.453 Einwohner, die in der Landwirtschaft, Obst- und Weinbau und Töpferei beschäftigt waren.
Bis 1918/19 gehörte der im Komitat Gran liegende Ort zum Königreich Ungarn und kam danach zur Tschechoslowakei beziehungsweise heute Slowakei. Von 1938 bis 1945 lag er auf Grund des Ersten Wiener Schiedsspruchs noch einmal in Ungarn.

## Bevölkerung
| Jahr                | 1994 | 2004    | 2014     | 2024    |
| ------------------- | ---- | ------- | -------- | ------- |
| Anzahl der Personen | 1729 | 1680    | 1503     | 1458    |
| Unterschied         |      | −2,83 % | −10,53 % | −2,99 % |

| Jahr                | 2023 | 2024    |
| ------------------- | ---- | ------- |
| Anzahl der Personen | 1470 | 1458    |
| Unterschied         |      | −0,81 % |

Gemäß der Volkszählung 2011 wohnten in Veľké Ludince 1565 Einwohner, 1202 Magyaren, 319 Slowaken, 28 Roma, elf Tschechen und ein Ukrainer. Vier Einwohner machten keine Angabe. 1258 Einwohner bekannten sich zur römisch-katholischen Kirche, 228 Einwohner zur reformierten Kirche, sieben Einwohner zur kongregationalistischen Kirche, vier Einwohner zur evangelisch-methodistischen Kirche, drei Einwohner zur evangelischen Kirche A. B., jeweils zwei Einwohner zur griechisch-katholischen Kirche und zur orthodoxen Kirche und ein Einwohner zu den Baptisten. 30 Einwohner waren konfessionslos und bei 26 Einwohnern wurde die Konfession nicht ermittelt.

## Bauwerke
- römisch-katholische Schutzengelkirche im Barockstil aus dem Jahr 1735, 1879 erweitert
- reformierte Kirche im klassizistischen Stil aus dem Jahr 1810